# 维克托·萨拉萨尔
维克托·萨拉萨尔（西班牙語：Víctor Zalazar，1935年7月24日—2017年6月30日），阿根廷男子拳击运动员。他曾代表阿根廷参加1956年夏季奥林匹克运动会拳击比赛，获得男子75公斤级铜牌。